# Sventorps landskommun
Sventorps landskommun var en tidigare kommun i dåvarande Skaraborgs län.

## Administrativ historik
Kommunen inrättades i Sventorps socken och Suntetorps socken i Kåkinds härad i Västergötland när 1862 års kommunalförordningar trädde i kraft.  
Vid kommunreformen 1952 uppgick landskommunen i Värsås landskommun som upplöstes 1971 då denna del uppgick i Skövde kommun.

## Politik

### Mandatfördelning i Sventorps landskommun 1942-1946
| 4 | 13 |

| 17 |

| 4 | 13 |

| 16 |